# 伊江朝仲
伊江 朝仲（いえ ちょうちゅう、1572年〈元亀3年/隆慶6年〉 - 1685年〈貞享2年/康熙24年〉）は、琉球王国第二尚氏王統の人。唐名は向文徳。第二尚氏王朝の第四代国王尚清の第七王子である伊江朝義の次男。伊江御殿の二世。
兄朝恒に子が無く、家統を継ぐ。1596年（文禄5年/慶長元年/万暦24年）、伊江島総地頭職に任ぜられる。

## 系譜
- 父：伊江王子朝義（向氏伊江御殿元祖）
- 母：伊江阿屋按司志良禮・童名眞加戸樽
- 室：思戸金
- 長女：真宇志金
- 継室：思乙金（久米村鄭迥謝名親方の娘）
- 次女：真善金
- 長男：伊江按司朝久（向氏伊江御殿の三世）
- 三女：真加戸樽
- 次男：伊江朝呂